# LILI LIMIT
LILI LIMIT（リリリミット）は、日本の5人組ロックバンド。所属レコード会社はキューンミュージック。

## 概要
山口で結成したロック・バンド。メンバーチェンジを経て福岡に活動拠点を移し、現体制となる。2014年3月東京に活動拠点を移し、デモ制作を重ねながら、東京都内を中心にライヴ活動を展開。2016年7月に『LIVING ROOM EP』でキューンミュージックよりメジャー・デビューを果たす。

## メンバー
- 牧野純平（まきの じゅんぺい／Jyumpei Makino 、1991年7月12日 - ）
  - ボーカル / ギター
  - 山口県出身。
  - 発表された全ての楽曲で作詞を担当している。
  - 実兄がCDジャケットのデザインを担当。
  - ブルースギタリストである実父や中学2年生の時の担任の影響で聴きはじめたLed Zeppelinが音楽との出会い。
  - 映画「リリイ・シュシュのすべて」の「リリ」という響きに影響を受け、「LILI」につながる「LI」で始まる単語を探したところ「LIMIT」が浮かびこのバンド名を名付けた。
  - メインギターは山口県宇部市のProvisonによるオーダーメイドギター。
- 土器大洋（どき たいよう／Taiyo Doki 、1991年7月9日 - ）
  - ギター
  - 福岡県出身。
  - ゆずの「かける」に編曲、でんぱ組.incの「永久ゾンビーナ」に作曲、SHE IS SUMMERの「WATER SLIDER」に作曲、編曲で参加している。
  - 上京前までmudai.というバンドでも活動していた。(現在は活動休止中、2014/8/6に一度だけライブを行い再び活動休止)
  - 「機材好きバンドマン」を公言しており、エフェクターや作曲ソフトなどにも造詣が深い。
  - Mr.Childrenやフジファブリックなどの有名バンドや乃木坂46、ももいろクローバーZなどのアイドルから洋楽、環境音まで、非常に幅広いジャンルの音楽を好む。
- 黒瀬莉世（くろせ りよ／Riyo Kurose 、1994年2月1日 - ）
  - ベース
  - 山口県出身。
  - バンド内ではコスメ、ファッションに詳しい。趣味は料理。
  - 鮫が好き。
  - 2014年1月から2016年7月までaddworksのベーシストとしても活動していた。
- 志水美日（しみず みか／Mika Shimizu 、1993年10月17日 - ）
  - キーボード
  - 福岡県出身。
  - バンド内では車の運転を担当し、ハイエースを所有していた。
  - オードリー、Galileo Galileiのファンであることを公言している。
  - 好物は餅。
  - 楽曲「Bed Room」ではボーカルを務めるパートが存在する。
- 丸谷誠治（まるや せいじ／Seiji Maruya 、1988年12月27日 - ）
  - ドラム
  - 熊本県出身。
  - 元々は土器と同じバンド(mudai.)で活動をしていた。
  - 2014年3月16日加入の発表がなされた。
  - 趣味はカラオケ。特技は大食い。
  - 福岡市内の某高校の近くで Google ストリートビューに写りこんでいる。

## 略歴

### 山口・福岡時代
2012年2月、山口県宇部市で結成。牧野・黒瀬を含む4人で活動していたが、ギター担当とドラム担当が脱退し一度解散。牧野が以前から交流があった土器とバンド活動をしたいと考え黒瀬と共に福岡へ移住し、土器と「キーボードを入れたらもっと広がる」という牧野の考えから土器の後輩で山口時代のファンであった志水が加入し福岡での活動が始まる。デモCDの制作を続け、自主制作ミニアルバム「A-E」会場限定シングル「RIP」を発表する。

### 上京・ラストラム時代
上京決定と同時に土器と元々バンドを組んでいた丸谷が加入し、2014年に残響shop labelより初の全国流通盤「modular」を発表。同年3-4月にバンドは上京し、拠点を東京に移す。2015年4月にラストラムよりタワーレコード限定シングル「Girls like Chagall / RIP」をリリース。同年7月に1stミニアルバム「Etudes」をリリースし、2015年7月度タワレコメンに選出される。11月25日、Mewの来日公演のサポートアクトを担当。12月にはタワーレコード限定で「Festa」をアルバムの先行シングルとしてリリースし、2016年1月に2ndミニアルバム「#apieceofcake」をリリースする。3月には今作のリリースツアーファイナルとして、新代田FEVERにて東京では初のワンマンライブを開催。

### メジャーデビュー

#### 2016年
5月11日、キューンミュージックからのメジャーデビューが発表された。
7月13日、メジャーデビューEP「LIVING ROOM EP」をリリース。表題曲「Living Room」が音楽専門チャンネル各局、また全国のFMラジオ局でパワープレイを獲得した。東名阪でリリースイベント「LIVING ROOM EP Release Tour LILI LIMIT presents PUNCTUM」を開催。東京公演はメジャーデビュー前日、牧野の誕生日でもある7月12日に青山CAYで行われた。
8月4日ごろ、公式サイトにて募集をした郵便はがきによるDMにて、初のフルアルバムの発売とそれに伴い2年ぶりの福岡でのワンマンライブ、東京にて最大キャパシティでのワンマンライブを含む初のワンマンツアーを開催することを応募者に先行して発表された。
10月26日、1st フルアルバム「a.k.a」をリリース。リードトラック「A Short Film」がスペースシャワーTVの10月度POWER PUSHに選出される。アルバムリリースに伴い初のワンマンライブツアー「Good Bye Velvet」を開催。ファイナルの東京公演は自身最大キャパシティとなる代官山UNITで行われ、この日の公演は完売した。

#### 2017年
4月1日、東名阪での2マンツアー「Entrance」に先駆けて、配信限定シングル「LIKE A HEPBURN」を各サイトにて配信開始。この楽曲のダウンロードコードが封入された、福岡県のmanu coffeeとコラボレーションしたコーヒーバックがこのツアー会場にて販売された。
6月28日、2nd EP「LAST SUPPER EP」をリリース。その週の日曜日にタワーレコード渋谷店にて、限定コーヒーショップ「LILI CAFE」をオープン。manu coffeeとの2度目のコラボレーションとなり、当店は東京初上陸となった。さらに、このEPのリリースに伴いワンマンライブツアー「Archive」を9月から10月にかけて開催。
2018年
2月7日、3rd EP「LIB EP」をリリース。これに伴い、LUCKY TAPES、向井太一を迎えイベント「LILI LIMIT presents ANAGRAM」を開催。
4月2日、NHK山口放送局の年間キャンペーン「My “ISHIN”」テーマソングである新曲「signal」を配信リリース。
10月19日、公式ホームページおよび各SNSアカウントにて、2018年12月のワンマンライブ「size L」開催をもってバンドが解散することが発表される。

## 出演

### ライブ

#### イベント
- 2013年
  - 12月22日 - ぼくたちの地図 1枚目
- 2014年
  - 2月9日 - Zankyo Blind Compilation Vol.1 リリースツアー
  - 9月13日 - mol-74 presents ∴ vol.2
  - 9月23日 - 残響祭 10th Anniversary
  - 10月9日 - sprout. #01《東京編》
  - 11月2日 - tieemo no Uwatage
- 2015年
  - 1月21日 - ARTIFACT OF INSTANT 「モラトリアム」リリースツアー(共催)
  - 2月1日 - ARTIFACT OF INSTANT 「モラトリアム」リリースツアーファイナル
  - 2月8日 - Strummin' Night
  - 5月30日 - Shimokitazawa SOUND CRUISING 2015
  - 6月6日 - SAKAE SP-RING 2015
  - 6月7日 - SCRAMBLE FES 2015
  - 6月24日 - CHELSEA HOTEL PRESENTS「無料ライブの日」
  - 7月4日 - 見放題2015
  - 7月11日 - JAPAN'S NEXT vol.10
  - 7月17日 - アカシック「DANGEROUS くノ一」ツアー
  - 7月20日 - TOKYO ISLAND
  - 8月16日 - TREASURE05X 2015 ～a great faith～ ～summer triangle 2nd day～
  - 8月18日 - 赤色のグリッター×Mrs. GREEN APPLE presents 「赤と緑のホショクツアー」
  - 8月20日 - 赤色のグリッター×Mrs. GREEN APPLE presents 「赤と緑のホショクツアー」
  - 8月22日 - DISK GARAGE MUSIC MONSTERS -2015 summer-
  - 9月21日 - フリ放題2015
  - 9月22日 - スペースシャワー列伝15周年記念公演 特別編"大大大宴会"～東の宴～
  - 10月3日 - MEGA☆ROCKS 2015
  - 10月6日 - HOT STUFF presents Ruby Tuesday 7
  - 10月11日 - 見な放題2015
  - 11月17日 - New Age Ideology vol.11
  - 11月25日 - Mew JAPAN TOUR 2015
  - 11月26日 - 「HOOORAY!」
  - 11月27日 - テスラは泣かない。「ジョハリの窓」release tour 2015-2016 "感電" -大変危険ですので真似しないでください-
  - 11月28日 - テスラは泣かない。「ジョハリの窓」release tour 2015-2016 "感電" -大変危険ですので真似しないでください-
  - 12月5日 - ircle presents ～HUMANisM～
  - 12月6日 - ircle presents ～HUMANisM～
  - 12月7日 - TOWER RECORDS福岡パルコ店&TSUTAYA Presents RISE ABOVE vol.3
  - 12月14日 - uchuu, presents Weltraum;Gate -vol.1-
  - 12月16日 - Creation space
  - 12月23日 - CLUB ROCK'N'ROLL 23rd ANNIVERSARY!!! mol-74「まるで幻の月をみていたような」リリースツアー"番外編"
  - 12月27日 - FM802 ROCK FESTIVAL RADIO CRAZY 2015
  - 12月30日 - LIVE DI:GA JUDGEMENT 2015
- 2016年
  - 1月14日 - ビクターロック祭り番外編 ～Dog Run Night Vol.1 plus
  - 1月16日 - 赤色のグリッター1st ALBUM 「存在証明」リリース ～心の置き場所ツアー～
  - 1月17日 - 赤色のグリッター1st ALBUM 「存在証明」リリース ～心の置き場所ツアー～
  - 2月14日 - ATMC2016 ～Valentine Session～
  - 2月16日 - SPACE SHOWER NEW FORCE
  - 2月26日 - Brian the Sun「マタタビ ツアー 2015→2016」
  - 2月28日 - Brian the Sun「マタタビ ツアー 2015→2016」
  - 3月17日 - Fujii Rock Festival 2016
  - 3月19日 - BEA × Zepp Fukuoka presents FX 2016
  - 3月20日 - HAPPY JACK 2016
  - 3月21日 - MbS×I ♡ RADIO 786「SANUKI ROCK COLOSSEUM」 ～BUSTA CUP 7th round～
  - 3月29日 - the quiet room「Instant Girl Release Tour 2016」
  - 4月3日 - トーキングロック!プレゼンツ 「ニューロック計画!2016」
  - 4月10日 - RADIO BERRY "haruberrylive 2016"
  - 4月12日 - @NHK-FM ライブビート公開収録
  - 4月19日 - ツタロック スペシャルLIVE 2016
  - 5月14日 - high water
  - 5月21日 - OTODAMA'16～ヤングライオン祭
  - 5月28日 - VIVA LA ROCK 2016
  - 6月4日 - SAKAE SP-RING 2016
  - 6月8日 - asobius「asobi parade ～two man series～」
  - 6月17日 - め組の収穫祭
  - 6月19日 - mol-74 presents「4cast tour」
  - 6月24日 - Ivy to Fraudulent Game「行間にて」release tour
  - 7月2日 - 見放題2016
  - 7月5日 - 空想委員会「大歌の改新～新世代登用編～」
  - 8月7日 - ROCK IN JAPAN FESTIVAL 2016
  - 8月9日 - あっ、良いライブ平日にあります。夏巡業2016
  - 8月10日 - あっ、良いライブ平日にあります。夏巡業2016
  - 8月13日 - 宮城 Doors
  - 8月20日 - SUMMER SONIC 2016
  - 8月21日 - WILD BUNCH FEST. 2016
  - 8月23日 - POP ETC×LILI LIMIT SUMMER SONIC EXTRA
  - 8月27日 - SPACE SHOWER SWEET LOVE SHOWER 2016
  - 9月9日 - yonige presents かたつむりは投げつけないツアー
  - 9月14日 - テスラは泣かない。× PELICAN FANCLUB 《 Island Tour 2016 》
  - 9月21日 - J-WAVE TOKYO REAL-EYES “LIVE SUPERNOVA”vol.112
  - 9月26日 - GLICO LIVE "NEXT"
  - 10月10日 - FM802 MINAMI WHEEL 2016
  - 10月15日 - TOWER RECORDS presents Bowline 2016 curated by キュウソネコカミ＆TOWER RECORDS
  - 10月28日 - AKASAKA BLITZ HALLOWEEN 2016 ～ Mrs. FANCY PARTY ～
  - 10月29日 - TOKYO DESIGN WEEK THE DAY LIVE supported by J-WAVE 81.3FM
  - 11月5日 - 大阪産業大学 学園祭『阪駒祭×見放題』〜ガクサイホウダイ～
  - 11月13日 - RISINGHALL 1st Anniversary
  - 11月26日 - 夢チカLIVE VOL.115
  - 12月16日 - Gold Soundz 2016
  - 12月28日 - O-Crest YEAR END PARTY 2016
- 2017年
  - 1月20日 - uchuu, presents. vol.2 未来都市-mirai city- NAGOYA
  - 1月22日 - uchuu,Presents. 未来都市-mirai city- TOKYO
  - 2月3日 - uchuu,Presents. 未来都市-mirai city- OSAKA
  - 2月11日 - 大ナナイトvol.107
  - 2月23日 - Quattro Royal Straight Push Nagoya
  - 3月4日 - Creepy Nuts全国ツアー2017「いつかのエキストラ、ライブオンステージ。」
  - 3月11日 - HIROSHIMA MUSIC STADIUM ハルバン'17
  - 3月12日 - RideOnMusic Presents AIR DRIVE 2017
  - 3月24日 - GET BILL MONKEYS presents「JUST BEGUN〜Good byebration!!〜」
  - 3月30日 - TOKYO FM 「ジャパネクレディオライブ powered by EMTG MUSIC Vol.4」
  - 4月21日 - 西川口 "Bia Hoi"
  - 4月23日 - CONNECT MUSIC FES
  - 5月4日 - NIGATA RAINBOW ROCK2017
  - 5月6日 - J-WAVE TOKYO M.A.P.S
  - 5月31日 - sound of nest
  - 6月16日 - mol-74「colors」release tour
  - 6月17日 - mol-74「colors」release tour
  - 6月18日 - OTOSATA Rock Festival
  - 6月23日 - mol-74「colors」release tour
  - 6月25日 - Mujack Dream Land 2017
  - 7月1日 - 見放題2017
  - 7月8日 - odol「gpdd」
  - 7月22日 - MURO FESTIVAL 2017
  - 8月10日 - オワリカラ 会場限定シングルリリースツアー「ベルトコンベアー時代」
  - 8月20日 - TREASURE05X 2017 -BLOOMING SENCE-
  - 8月26日 - shima fes SETOUCHI 2017 ～百年つづく、海の上の音楽祭。～
  - 9月24日 - LUCKY TAPES Virtual Gravity release tour
  - 10月8日 - MINAMI WHEEL 2017
  - 10月24日 - yonige "girls like girls tour"
  - 10月26日 - yonige "girls like girls tour"
  - 10月27日 - yonige "girls like girls tour"
  - 10月29日 - yonige "girls like girls tour"
  - 12月3日 - DECEMBER'S CHILDREN
  - 12月8日 - ROCKIN BOAT vol.1 for Beijing
  - 12月9日 - ROCKING BOAT vol.1 for Shanghai
  - 12月17日 - パナフェス2017
  - 12月29日 - O-Crest YEAR END PARTY 2017 Special 4DAYS!
- 2018年
  - 1月26日 - エレキレストラン107～スペシャルツーマン～
  - 2月21日 - mol-74 × LILI LIMIT presents “long vacation”
  - 2月23日 - [ ＃shikaku ]
  - 3月14日 - odol LIVE 2018 "O/g-1"
  - 3月15日 - odol LIVE 2018 "O/g-2"
  - 3月21日 - パノラマパナマタウン 全国対バンツアー 『HEAT ADDICTION TOUR』
  - 3月24日 - パノラマパナマタウン 全国対バンツアー 『HEAT ADDICTION TOUR』
  - 4月22日 - CROSSING CARNIVAL'18
  - 5月16日 - J-WAVE NIGHT IN ADVERTISING WEEK ASIA
  - 6月2日 - uchuu;"LIVE IN 2069"
  - 7月8日 - UKFC on the Road 2018
  - 9月2日 - ircle New Mini Album「CLASSIC」リリース アンコールツアー "心の真ん中に何がある"
  - 9月29日 - ircle New Mini Album「CLASSIC」リリース アンコールツアー "心の真ん中に何がある"
  - 11月19日 - PELICAN FANCLUB TOUR 2018 “Boys just want to be culture”
  - 12月2日 - odol TOUR 2018 "往来"

### メディア

#### ラジオ
- ｢LILI LIMITのA Short Radio｣（cross fm／2016年10月3日 - 10月31日）毎週月曜日10月度マンスリープログラム
- ｢LILI LIMITのRA RA RADIO｣（FM山口／2017年1月27日 - ）"Ride On Music"内にて放送の期間限定レギュラープログラム